# Hydrophorus rhionopous
Hydrophorus rhionopous är en tvåvingeart som beskrevs av Hurley 1985. Hydrophorus rhionopous ingår i släktet Hydrophorus och familjen styltflugor.
Artens utbredningsområde är New York. Inga underarter finns listade i Catalogue of Life.